# Hovenden Walker
Sir Hovenden Walker, född 1656 eller 1666, som son till överste William Walker i Tankardstown, Irland och dennes hustru Elizabeth, född Chamberlen, död förmodligen 1728, var en brittisk amiral och befälhavare för den misslyckade Quebecexpeditionen 1711.

## Ungdom och tidiga liv
Walker studerade vid Trinity College i Dublin 1678, men tog ingen examen och blev senare officer vid Royal Navy. Han befordrades till amiralitetskapten 1692. Som kommendör förde han befälet över en expedition mot Guadeloupe och Martinique 1703. 1708 förde Walker befälet över den eskader som blockerade Dunkerque. 1711 befordrades han till konteramiral och riddarslogs. Strax därefter utnämndes han till befälhavare för den planerade expeditionen mot Québec.

## Quebecexpeditionen
Trots expeditionens misslyckande, som krävde många människoliv och flera fartyg, drabbades inte Walker av några omedelbara efterräkningar. Han blev istället utnämnd till chef för Jamaica-eskadern. Efter att ha invecklat sig i en långvarig fejd med öns guvernör återkallades han och påbörjade ett liv som lantjunkare och fredsdomare i Huntingdonshire. När Whigs  kom till makten 1715 ströks hans namn summariskt ur rullan, hans lön som reformerad officer drogs in och han ålades att inkomma med en detaljerad redogörelse för Quebecexpeditionen. Walker tog sin tillflykt till South Carolina, men återvände efter två år för att slutföra den begärda redogörelsen vilken icke oväntat var ett långt försvarstal för Walkers eget handlande. Den utgavs av trycket 1720.